# José Ángel Hevia
José Ángel Hevia Velasco (Villaviciosa, 11 de outubro de 1967) é um músico espanhol.

## Biografia
Tem como instrumento a gaita asturiana.
A sua composição mais conhecida é o tema Busindre Reel de 1998, do seu primeiro álbum Tierra de Nadie.

## Discografia
- Tierra de Nadie (1998)
- The Other Side (Al Otro Lado) (2000)
- Étnico ma non troppo (2003)
- Tierra de Hevia (2005)
- Obsession (2007)

## Referencias
1. ↑   (em castelhano) Hevia - Música gratuita, videos, conciertos, estadísticas e imágenes Lastfm.es